# 第16師団 (日本軍)
第16師団（だいじゅうろくしだん）は、大日本帝国陸軍の師団の一つ。兵団文字符は垣。軍隊符号は16D。

## 概要
1905年（明治38年）7月18日に京都で編成された帝国陸軍の師団である。
日露戦争で日本は既存の師団総てを動員したため、本土駐留師団がなくなる事態となった。そこで第16師団を含む4個師団が創設された。第16師団の他、1905年（明治38年）4月1日に第13師団と第15師団が、同年7月6日に第14師団が編成されている。第16師団は直ちに満洲に派遣されたが、戦闘は概ね終結しており9月5日には講和条約（ポーツマス条約）が締結されたため、実戦には参加していない。
1907年3月28日、師団司令部は大阪府泉北郡高石村に移転した。
1908年10月30日、師団司令部が京都府紀伊郡深草村へ移転し、同年11月1日より事務を開始。
1913年（大正2年）11月13日から17日、名古屋市周辺で行われた陸軍特別大演習に西軍として参加した。
1918年7月1日、兵器部が師団司令部内に移転し事務を開始。
1919年（大正8年）から師団は満洲駐剳を命ぜられた。その後一旦帰国するが、1929年（昭和4年）と1934年（昭和9年）にも満洲駐剳任務に就いた。

## 鴨川水害における活動
1935年（昭和10年）6月28日深夜からの豪雨で京都市内を流れる鴨川など河川が氾濫、堤防決壊284ヶ所、50ヶ所以上の橋が流され、市内の浸水面積は37.2平方kmにも及んだ（京都大水害）。京都府の救援依頼を受け歩兵や師団工兵隊など1,023名が出動、救助活動・堤防防備・架橋の復旧に従事した。29日午前10時に竹田堤防決壊防備と救助に出動。さらに七条大橋防備・淀方面・勧進橋方面・鴨川沿岸などに配置、翌30日には倒壊した五条大橋の仮橋の仮設・観月橋下流の護岸工事に出動した。

## 日中戦争

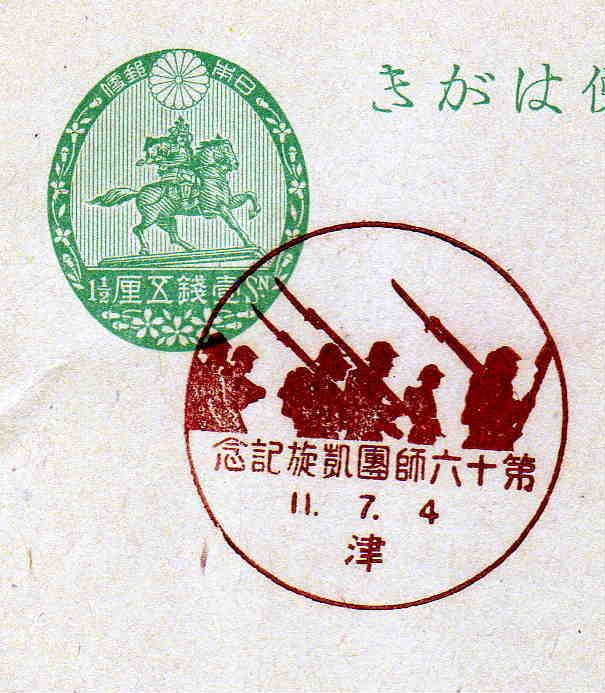
1936年に津郵便局で使用された記念印

1937年（昭和12年）7月に日中戦争が勃発すると、師団は西尾寿造中将の第2軍戦闘序列に編入され華北戦線に投入、同年11月上海派遣軍隷下上海戦線に転じ南京攻略戦に参戦した。
1938年（昭和13年）1月から北支那方面軍隷下徐州会戦に参戦し、同年7月再び第2軍隷下となり武漢作戦に参戦、12月には第11軍に編入された。
翌1939年（昭和14年）3月1日、枚方市の禁野火薬庫で大爆発が発生した際には工兵一個中隊、救護班二班が派遣され消火、救援活動が行われた。同年8月、派遣部隊が復員する。この時奈良の歩兵第38連隊が新設の第29師団に編入されることになり、第16師団は三単位制師団に改編された。
また、それまでは第16師団は京都を衛戍地とする常設師団であったが、1940年（昭和15年）7月に師団は満洲に永久駐屯と決定し、京都には代わりに留守師団を基幹として第53師団を編成することが決まった。
しかし時局がら対米戦が予測され、開戦の場合には対比島作戦充当を大本営より内示があり、特に上陸作戦、熱地戦闘の訓練を命じられ京都にそのまま待機、拘置された。そのため京都に新編成予定の第53師団の編成は遅れ、第16師団が対米戦用に動員されてから編成が始まることとなった。

## 太平洋戦争
太平洋戦争では1941年（昭和16年）11月6日に第14軍戦闘序列に編入。緒戦のフィリピン攻略に参戦し、マニラ陥落後フィリピンに駐屯した。
1944年（昭和19年）8月からは第35軍隷下となりレイテ島に移駐。この年の10月20日に連合国軍がレイテ島に上陸。大本営はレイテ島での決戦を予定したが第16師団は壊滅した。
当初13,000名で臨んだレイテ決戦も生還者は僅か620名で、3人の連隊長が戦死しており、師団長牧野四郎中将も1945年（昭和20年）8月10日に自決した。

## 歴代師団長
- 山中信儀 中将：1905年（明治38年）7月18日 - 1913年（大正2年）1月15日
- 長岡外史 中将：1913年（大正2年）1月15日 - 1914年（大正3年）8月8日
- 松川敏胤 中将：1914年（大正3年）8月8日 - 1916年（大正5年）8月18日
- 山口勝 中将：1916年（大正5年）8月18日 - 1917年（大正6年）8月6日
- 梨本宮守正王 中将：1917年（大正6年）8月6日 - 1919年（大正8年）11月25日
- 志岐守治 中将：1919年（大正8年）11月25日 - 1923年（大正12年）8月6日
- 山田良之助 中将：1923年（大正12年）8月6日 - 1926年（大正15年）3月2日
- 南次郎 中将：1926年（大正15年）3月2日 - 1927年（昭和2年）3月5日
- 松井兵三郎 中将：1927年（昭和2年）3月5日 - 1930年（昭和5年）8月1日
- 山本鶴一 中将：1930年（昭和5年）8月1日 - 1933年（昭和8年）3月18日
- 蒲穆 中将：1933年（昭和8年）3月18日 - 1935年（昭和10年）8月1日
- 渋谷伊之彦 中将：1935年（昭和10年）8月1日[6] - 1935年（昭和10年）12月2日
- 児玉友雄 中将：1935年（昭和10年）12月2日 - 1937年（昭和12年）8月2日
- 中島今朝吾 中将：1937年（昭和12年）8月2日 - 1938年（昭和13年）7月15日
- 藤江恵輔 中将：1938年（昭和13年）7月15日 - 1939年（昭和14年）8月30日
- 石原莞爾 中将：1939年（昭和14年）8月30日 - 1941年（昭和16年）3月1日
- 森岡皐 中将：1941年（昭和16年）3月1日 - 1942年（昭和17年）8月1日
- 大場四平 中将：1942年（昭和17年）8月1日 - 1944年（昭和19年）3月1日
- 牧野四郎 中将：1944年（昭和19年）3月1日 - 1945年（昭和20年）8月10日

## 歴代参謀長
- 宮崎兼文 騎兵大佐：1905年（明治38年）7月18日 - 1908年12月16日[7]
- 菊池慎之助 砲兵大佐：1908年（明治41年）12月16日[8] - 1910年11月30日[9]
- 福原銭太郎 歩兵大佐：1910年（明治43年）11月30日 - 1914年1月20日[10]
- 渡辺為太郎 騎兵大佐：1914年（大正3年）1月20日 - 1916年12月19日[11]
- 西原為五郎 歩兵大佐：1916年（大正5年）12月19日 - 1917年8月6日[12]
- 村田信乃 歩兵大佐：1917年（大正6年）8月6日- 1918年7月24日[13]
- 林田一郎 歩兵大佐：1918年（大正7年）7月24日[14] - 1921年6月3日[15]
- 深水武平次 歩兵大佐：1921年（大正10年）6月3日 - 1923年8月6日[16]
- 竹森正一 歩兵大佐：1923年（大正12年）8月6日 - 1924年8月20日[17]
- 須田實 歩兵大佐：1924年（大正13年）8月20日 - 1927年7月26日[18]
- 坪郷芳一 歩兵大佐：1927年（昭和2年）7月26日 - 1930年3月6日[19]
- 多田駿 砲兵大佐：1930年（昭和5年）3月6日 - 1932年4月11日[20]
- 大島陸太郎 歩兵大佐：1932年（昭和7年）4月11日 - 1934年8月1日[21]
- 伊藤知剛 歩兵大佐：1934年（昭和9年）8月1日 - 1936年3月7日[22]
- 平林盛人 歩兵大佐：1936年（昭和11年）3月7日- 1937年8月2日[23]
- 中沢三夫 歩兵大佐：1937年（昭和12年）8月2日 - 1939年3月9日[24]
- 石田保忠 歩兵大佐：1939年（昭和14年）3月9日 - 1941年3月1日[25]
- 渡辺三郎 大佐：1941年（昭和16年）3月1日 - 1942年10月11日[26]
- 河添連 大佐：1942年（昭和17年）10月11日 - 1944年6月21日[27]
- 松岡賢一 中佐：1944年（昭和19年）6月21日 - 終戦[28]

## 最終司令部構成
- 師団長：牧野四郎 中将（1945年（昭和20年）8月10日自決）
- 参謀長：松岡賢一 大佐（陸士33期）
  - 作戦参謀：三町進 少佐（陸士40期）
  - 情報参謀：宮田健二 中佐（陸士40期）
  - 後方参謀：北川衛 少佐（陸士47期）
- 高級副官：中島金右衛門 少佐
- 軍医部長：内藤勝樹 軍医大佐（1942年（昭和17年）9月22日 - 1945年（昭和20年）2月11日死去）

## 最終所属部隊
- 歩兵第9連隊（京都）：神谷保孝 大佐（陸士28期、1942年（昭和17年）11月11日 - 1944年（昭和19年）12月8日戦死）
- 歩兵第20連隊（福知山）：鉾田慶次郎 大佐（陸士28期、1944年（昭和19年）3月1日 - 1944年（昭和19年）10月23日戦死）
  - 後任連隊長：山森友吉 大佐（陸士31期、1944年（昭和19年）12月11日 - 終戦）
- 歩兵第33連隊（津）：鈴木辰之助 大佐（陸士25期、1940年（昭和15年）12月2日 - 1944年（昭和19年）10月23日戦死）
- 捜索第16連隊：日比知 大佐（陸士27期、1942年（昭和17年）8月1日 - 終戦）
- 野砲兵第22連隊：近藤喜名男 大佐（陸士28期、1942年（昭和17年）12月1日 - 終戦）
- 工兵第16連隊：加藤善元 中佐（陸士29期、1940年（昭和15年）12月2日 - 終戦）
- 輜重兵第16連隊：牧野文一 大佐（陸士30期、1943年（昭和18年）6月1日 - 終戦）
- 第16師団通信隊：渡辺竹司 大尉（陸士54期）
- 第16師団兵器勤務隊：田頭好夫 大尉
- 第16師団衛生隊：辻忠三郎 大佐
- 第16師団第1野戦病院：安藤棋尾夫 少佐
- 第16師団第2野戦病院：糸井八寿治 少佐
- 第16師団第4野戦病院：畫間和男 少佐
- 第16師団病馬廠：森田栄二郎 少佐
- 第16師団防疫給水部：佐藤幸雄 中佐

## 遺構等

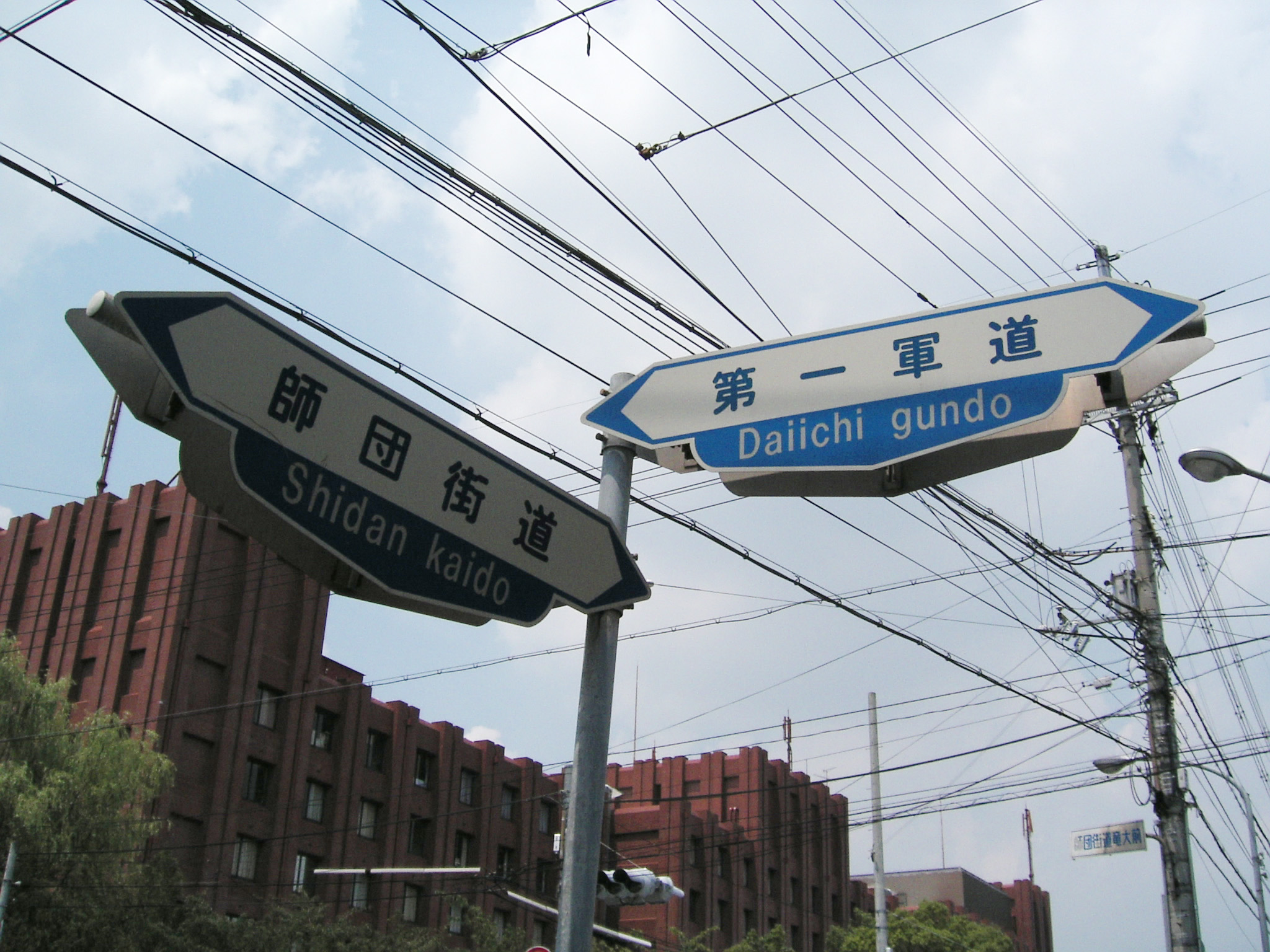
師団街道龍大前交差点

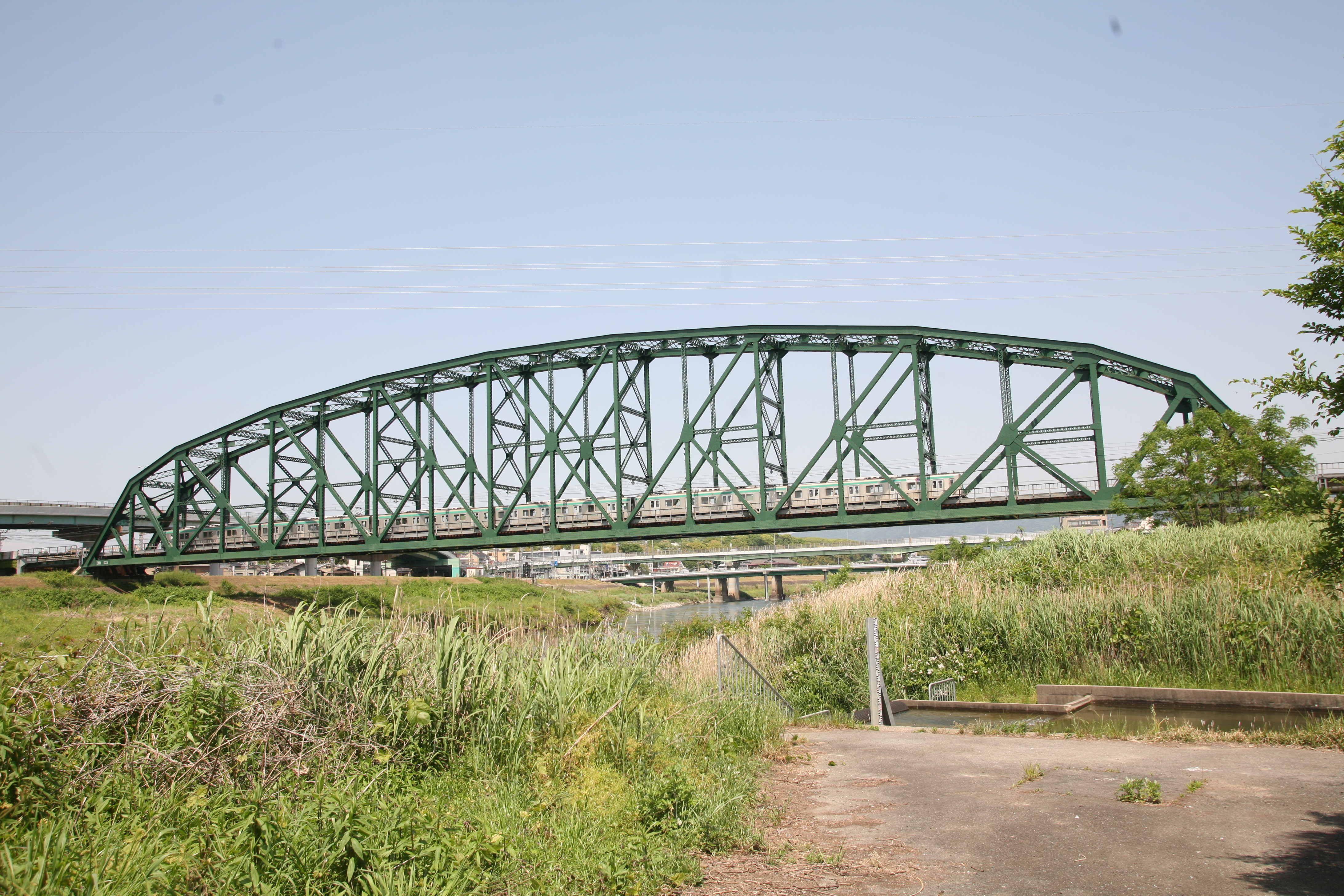
近鉄京都線・澱川橋梁

師団司令部ならびに一部の隷下部隊・施設は京都市伏見区内に設置されていた。
1908年（明治41年）に完成した師団司令部庁舎および周辺の陸軍用地は、戦後の1948年（昭和23年）に学校法人聖母女学院が聖母女学院本館（法人本部）として利用されており、事前に申し込むことによって見学することができる。
また師団練兵場は龍谷大学・京都府警警察学校が利用する。
師団隷下部隊である輜重兵第16連隊の門柱・門・哨舎は2010年（平成22年）、市民運動によって京都教育大学敷地内に移設されたものの、師団司令部門柱などは同年前後頃に、1918年（大正7年）築の師団長官舎は1990年代末に解体されている。
京阪電鉄藤森駅は開業当初師団前という名称であった（1941年（昭和16年）に現名称に改称）。
この藤森駅付近の師団街道・第1軍道・第2軍道・第3軍道と呼ばれる道路や、琵琶湖疏水に架かる師団橋という橋梁も第16師団の設置に伴い整備された（橋脚には帝国陸軍の象徴である星章（五光星）の意匠が施されている）。
また京阪電鉄が開通時、踏切が訓練の支障になると京阪本線を跨ぐ高架橋が3箇所に設置された。
日本に存在する単純トラス橋としては最大の支間長を備える近鉄京都線・澱川橋梁は、当時演習場であった淀川河川敷に架橋を計画するにあたって師団から出された橋梁の無橋脚化の条件を受けて設計されたもの。杭打ちは隷下の工兵隊が施工した。